# Ганс Крістіан Лумбю
Ганс Крістіан Лумбю (дан. Hans Christian Lumbye; 2 травня 1810, Копенгаген — 20 березня 1874, там же) — данський композитор і диригент, автор численних танцювальних творів.

## Біографія
Ганс Крістіан Лумбю народився у сім'ї солдата (походив з села Лумбю неподалік Оденсе). У 1816 році його батька перевели в Рандерс, де хлопчик почав навчатися грі на скрипці, у 1821 році — в Оденсі, де у 1824 році майбутній композитор приєднався як трубач до оркестру драгунського полку. У 1829 році здібного музиканта перевели у столицю, Копенгаген, до Королівської кінної гвардії. У вільний час він грав у танцювальному оркестрі, створеному кларнетистом і композитором Карлом Георгом Фюсселем, а також почав писати музику сам. Поворотним моментом для нього стало знайомство з музикою Ланнера і Штрауса-батька, що відбулося під час гастролей австрійського оркестру у 1839 році, в результаті чого Лумбю вдосконалив свій музичний стиль. Того ж року він створив свій оркестр, а наступного року дав перший концерт у столичному готелі «Англетер».
У 1843 році у Копенгагені відкрився парк розваг «Тіволі», який пізніше став знаменитим. Тоді ж Лумбю запросили виступати у ньому зі своїм оркестром, а вже наступного року він гастролював у Парижі, Відні та Берліні. У 1847 році Фюссель подав на Лумбю та власників парку до суду, заперечуючи виняткове право виконувати танцювальну музику у столиці, але програв процес. Мистецтво Лумбю набуло широкої популярності, крім літніх концертів у парку та зимових в інших залах столиці, він неодноразово виступав в інших містах країни, а також у Швеції, Німеччині, Франції. У 1850 році Лумбю протягом декількох місяців гастролював у Санкт-Петербурзі. Пізніше його оркестр став також основою оркестру Музичного товариства, виступаючи під керівництвом Нільса Ґаде, й існує до нашого часу як Зеландський симфонічний оркестр, продовжуючи грати навіть у «Тиволі».
Лумбю продовжував активно виступати до 1872 року, але через проблеми зі слухом був змушений залишити концертну діяльність. У травні 1873 року він востаннє продиригував своїм знаменитим галопом «Шампанське».
Композитор був одружений і мав п'ятьох дітей. Обидва його сини, Карл Крістіан (9 липня 1841 — 10 серпня 1911) і Георг Август (26 серпень 1843—1922), диригували батьківським оркестром і пробували складати музику, а один з онуків, Георг Гееберг, став відомим диригентом і керівником Королівської капели. У 1938 та 1960 роках про життя Лумбю на екрани вийшли біографічні фільми. Галопи Лумбю «Телеграф», «Шампанське» та «Перша парова залізниця у Копенгагені», включені в Данський культурний канон.

## Творчість
Більшу частину понад 700 творів Лумбю — це легка, багато у чому танцювальна музика, в основному вальси, а також галопи, польки та мазурки, дивертисменти, фантазії та марші. Серед його творів була також музика для балету Августа Бурнонвіля «Неаполь» (у співавторстві з іншими композиторами, 1942). Крім того, його музика використовувалася у балетах-водевілях «Далеко від Данії» (1860) та «Вільні стрілки з Амагера» (1870).
Низка праць Лумбю присвячена членам королівської родини Данії та іншим відомим особистостям, а понад 100 творів мають різні жіночі імена. Лумбю активно використовував у своєму оркестрі незвичайні звукові поєднання та інструменти, зокрема дзвіночки, цитру, ксилофон та численні звуконаслідувальні пристосування. Найбільш відомими його творами є два галопи, що використовують звуконаслідування, — «Шампанське», на початку якого імітується постріл пробкою при відкритті пляшки однойменного напою, і «Перша парова залізниця у Копенгагені», що імітує відправлення паровоза зі станції, його шлях і прибуття на кінцеву станцію. Серед інших відомих творів — «Концертна полька для двох скрипок з оркестром», галоп «Телеграф», Брітта-полька, полька-мазурка «Коломбіна», вальс «Амелія», вальс «Королева Луїза».

### Галопи
- Jubel-Galop (1840(1844)
- Juliane Galop (1843—1844)
- Copenhagen Steam Railway Galop (1844)
- Telegraph Galop (1844)
- Castilianer-Galop (1847)
- Capriccio Galop (1851)
- Juleballet (1855)
- Champagne Galop (1865)
- Cirque de Loisset Galop (1862)
- Bouquet-Royal Galop (1870)
- Kanon Galop (1853)

### Марші
- Marche du Nord (1856—1857)
- Kronings Marsch (1860)
- Kong Frederik den Syvendes Honneur-Marsch (1861)
- Kong Christian D. 9des Honneur March (1864)
- Kong Carl d. XVdes Honneur March (1869)
- Kong Georg den 1stes Honneur Marsch (1973)

### Польки
- Caroline Polka (1843)
- Casino-Polka (1846)
- Amager-Polka /1849)
- Camilla Polka (1863)
- Otto Allins Tromme-Polka (1863/1864)
- Petersborgerinden

### Вальси
- Krolls Ballklänge
- Amelie-Vals
- Casino Vals (1847)
- Catharina Vals (1857)